# كريستوفر أفيفور
كريستوفر أفيفور (بالألمانية: Christopher Avevor) (11 فبراير 1992 بكيل في ألمانيا - ) هو لاعب كرة قدم ألماني في مركز الدفاع. شارك مع منتخب ألمانيا لكرة القدم تحت 18 سنة ومنتخب ألمانيا تحت 19 سنة لكرة القدم ومنتخب ألمانيا تحت 20 سنة لكرة القدم. أما مع النوادي، فقد لعب مع فورتونا دوسلدورف ونادي سانت باولي وهانوفر 96.

## وصلات خارجية
- كريستوفر أفيفور على موقع الاتحاد الأوربي (الإنجليزية)
- كريستوفر أفيفور على موقع قاعدة بيانات كرة القدم.إي يو (الإنجليزية)
- كريستوفر أفيفور على موقع بيانات كرة القدم. دي إي (الألمانية)
- كريستوفر أفيفور على موقع عالم كرة القدم.نت (الإنجليزية)
- كريستوفر أفيفور على موقع AS.com (الإسبانية)